# 阿尼索克
阿尼索克是赤道畿內亞的城市，由韋萊恩薩斯省負責管轄，位於該國內陸地區，2005年人口10,191，是該國第五大城市，次於巴塔、馬拉博、埃貝比因和阿科尼貝。